# Martijn Westerholt

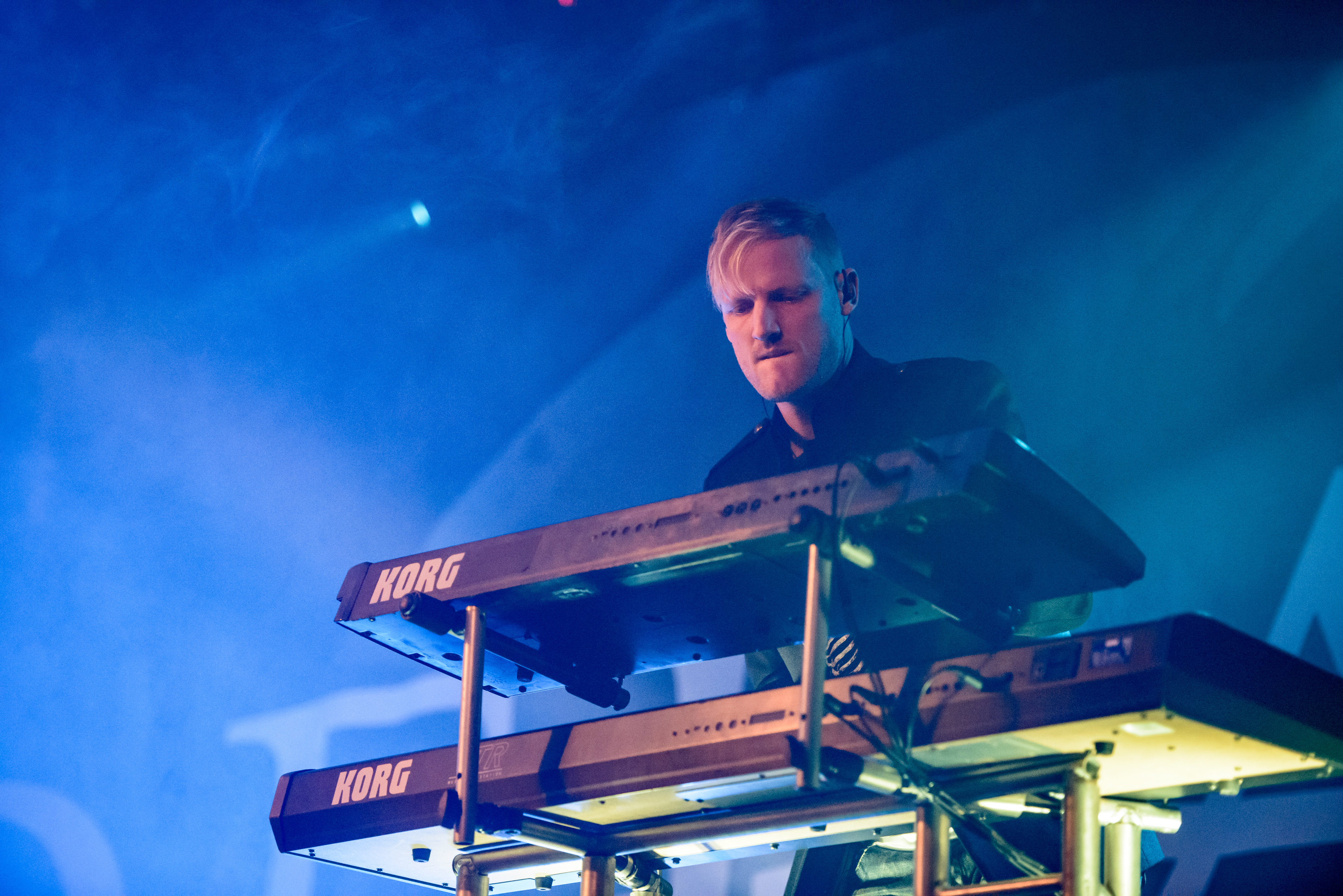
Martijn Westerholt podczas koncertu wraz z zespołem Delain w 2016 roku

Martijn Westerholt (ur. 30 marca 1979) – holenderski muzyk i kompozytor. Martijn Westerholt znany jest przede wszystkim z występów w gothicmetalowym zespole Delain, którego był założycielem. Wcześniej, w latach 1996-2001 występował wraz z bratem Robertem w zespole Within Temptation.
Jako muzyk koncertowy współpracował z zespołem Infernorama. Westerholt gościł także na wydanej 2005 roku płycie tegoż zespołu pt. A Symphony for the Heartless.